# Шхельда
Шхельда (груз. შხელდა) — гірський масив у центральній частині Великого Кавказу, на південний схід від Ельбрусу. Включає такі вершини, як Східна (4320 м), Центральна (4310 м), Третя Західна (Аристова, 4280 м), Друга Західна (4300 м), Західна (4129 м), Профспілок (4100 м). З північного схилу масиву спускається льодовик Шхельда.
Радянські альпіністи вперше піднялися на Шхельду в 1936 році.

## З історії сходжень на вершини Шхельди
Історія підкорення Шхельдинського масиву починається з 1903 року, коли 1 серпня група Р. Гельблінга здійснила перше сходження, піднявшись на Східну Шхельду по південно-східному гребеню. Далі були зроблені безуспішні спроби кількох груп взяти штурмом складні, технічно важкі північні стіни масиву. І нарешті добилися перемоги Ф. Кропф і П. Зарічняк, які штурмували в негоду Північну стіну Центральної Шхельди з 14 по 25 липня 1936 р. В 1940 р. майже одночасно масив пройшли траверсом дві групи: із заходу на схід — Л. Надєждіна і зі сходу на захід — В. Нестерова.
1977 рік — при сходженні на центральну вершину Шхельди загинули альпіністи з Ленінграда Віктор Давидов, Володимир Кулемза, Нінель Соколова й Валентин Соколов. У сходженні брали участь 6 альпіністів — крім згаданих, Олексій Лопатко й Володимир Титов. Альпіністи йшли трьома зв'язками по двоє; при проходженні льодовика зірвалася перша двійка (Кулемза—Давидов), зачепивши при падінні другу двійку (Соколов—Соколова), переплутані мотузки не дали можливості жодному з альпіністів зарубатися на льодовику, і всі четверо, що зірвалися зісковзнули по льодовику до перегину. Двійка, що коли залишився (Лопатко — Титов) спустилася до місця падіння, троє альпіністів були мертві, пульс прощупувався тільки у Владмира Кулемзи — у нього був перелом черепа, і через якийсь час він теж помер.